# Уукуниеми

Герб бывшей волости Уукуниеми

Местоположение волости

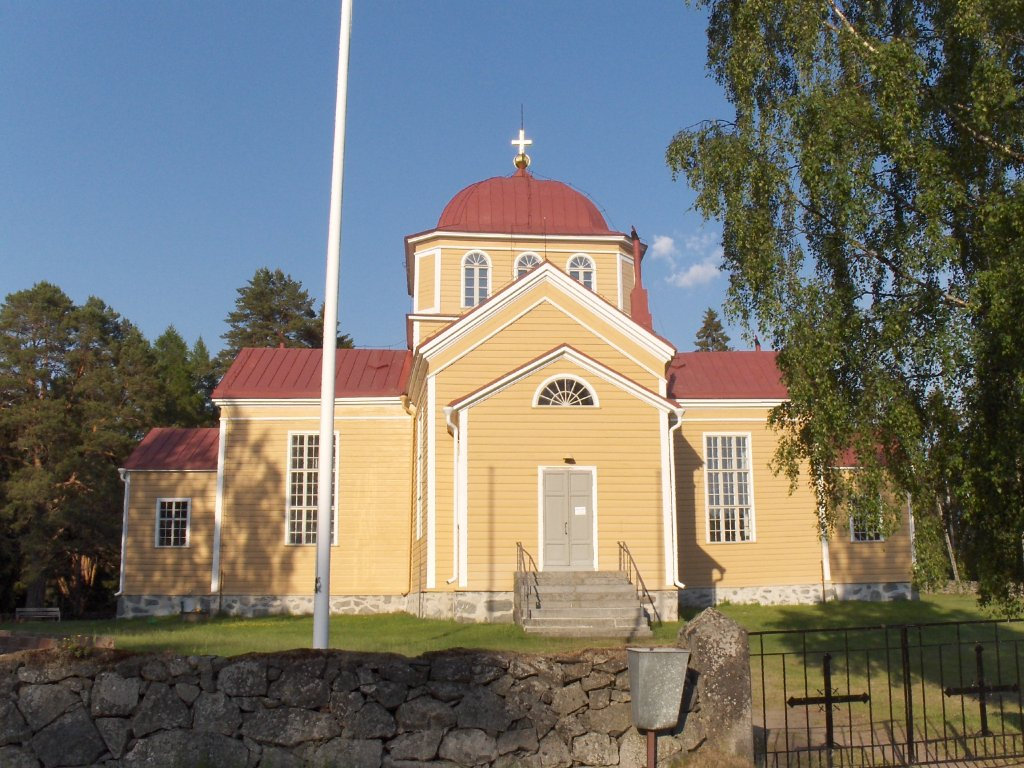
Церковь Уукуниеми

Уукуниеми (Uukuniemi) бывшая финская волость существовавшая с 1632 по 2005 год. Располагалась в провинции Южная Финляндия и входила в состав региона Южная Карелия. Население волости составляло 516 человек (2003), площадь 156,58 км², из которых 54,88 км² водные ресурсы. Плотность населения составляла 5,1 человека на км². Деревня Ниуккала была бывшим административным центром Уукуниеми. Волость была одноязычной финской. 1 января 2005 года волость была присоединена к волости Саари и Париккала. Новая волость получила название Париккала.

## История
Первые упоминания о Уукуниеми относятся к 1500 году. Тогда деревня с таким названием принадлежала городу Сортавала. В 1589 году Уукуниеми стал православным приходом общины Куркийоки, куда входила и нынешняя община Кесялахти. После вхождения Куркийоки в состав Кексгольмского лена Шведской империи в 1617 году, православная община Уукуниеми была преобразована в лютеранскую, став с 1632 года отдельным приходом (волостью). В 1721 году после заключения Ништадского мирного договора Уукуниеми была разделена между Российской империей и Шведским королевством.
На рубеже 19-20 веков в волости зародилось новое христианское движение уукуниемляне (uukuniemeläisyys). Названное по имени волости, это движение христианского возрождения, оказало влияние на всю Юго-Восточную Финляндию. Среди центральных фигур этого движения была "спящая проповедница" Елена Конттинен.
После заключения Московского мирного договора в 1940 году, небольшая часть Уукуниеми осталась в составе Финляндии, а большая часть (437,5 км²) перешла Советскому Союзу. Во время советско-финской войны 1941-44 годов финский бомбардировщик Bristol Blenheim совершил вынужденную посадку в деревне Кумму в Уукуниеми.
После Московского перемирия 1944 года границы Уукуниеми вернулись к положению предыдущего договора. В 1945 году волость Уукуниеми перешла от Выборгской губернии к Куопиоской, а через три года в 1948 году, к области Кюменлааксо.

## Деревни
Деревнями Уукуниеми до упразднения были: Хомаваара, Калалахти, Коконлахти, Кумпу, Ламминтаус, Лонкалампи, Матри, Мётоваара, Ниуккала, Ниуккала, Салокюля, Нива, Палолахти, Риихиваара, Силлантаус, Сирки, Таафуувинсало, Тилккумкумпу, Тимолахти, Укко-Юхо сало, Уукуниеми (приходская деревня), Викланмяки, Вяртси

## Известные уроженцы
- Юхани Суутаринен – финский биатлонист
- Юха Тиайнен – финский метатель молота
- Елена Конттинен – проповедница
- Сату Прокопе – Мисс Финляндия 1966, политик